# Open air
Опен-эйр (англ. open «открытый» + air «воздух»); англиц. вместо ранее принятого «на открытом воздухе» — музыкальное событие, концерт, фестиваль, который проходит на свежем воздухе. Размер концертов может быть весьма различным: от корпоративной вечеринки на несколько десятков человек до музыкального шоу с мировым именем на тысячи участников.
Распространено мнение, что опен-эйры представляют собой в основном электронные вечеринки. В России с данным значением связывают прежде всего дискотеки, проводимые вне клубного помещения. Однако на самом деле на опен-эйрах может быть самая различная музыка: от народной и классической до рока и джаза.

## Особенности проведения
Оборудование, необходимое для проведения опен-эйра, зависит от формата, размера и музыкального направления концерта.
Если концерт предполагает наличие слушателей, для них могут быть организованы места для сидения. Для танцевальной музыки, наоборот, планируется танцплощадка.
Для небольшого концерта живой музыки (например, выступления джаз-банда или ансамбля народной музыки) достаточно только инструментов. Для мероприятия электронной, рок-музыки помимо инструментов необходимо дополнительное оборудование — усилители, колонки, микрофоны, которые используют электричество, например, от переносного генератора.
Оперные фестивали опен-эйр часто проводят в естественных архитектурно-исторических интерьерах на территории замков, площадей и других достопримечательностей. Самым известным из таковых является постановка оперы «Аида» у Египетских пирамид.
На случай непогоды для выступающих может быть смонтирована сцена и натянут тент, который также необходим для защиты оборудования.
На территории мероприятия могут также располагаться бары, туалеты, медпункт, кухня и т. д., что особенно актуально для больших фестивалей и опен-эйров, проводимых вдали от цивилизации.

## Опен-эйр в мире
Существует достаточно большое количество опен-эйр-фестивалей различных музыкальных направлений: электроника, метал, рок, готика, опера, оперетта, фолк, собирающих большое количество любителей данных видов музыки. Наиболее распространёнными являются фестивали рок-музыки:
- Wacken Open Air — крупнейший в мире фестиваль метал-музыки, проводимый ежегодно в небольшом городке Ваккен на севере Германии (75 тысяч посетителей)
- Tuska Open Air Metal Festival — фестиваль метал-музыки, проходящий в Хельсинки, Финляндия. (более 33 тысяч посетителей)
- Концерты в Небуорт-хаус — проводятся с 1974 года. В разные годы выступали такие исполнители, как: Pink Floyd (1975 и 1990 годы), The Rolling Stones (1976 год), Genesis (1978, 1990 и 1992 годы), Led Zeppelin (1979 год). С 2009 года в Небуорт-хаус регулярно проводится фестиваль Sonisphere[1].
- Рок над Волгой — крупнейший в России опен-эйр рок-фестиваль, проводимый в День России 12 июня на территории Самарской области на поле Красный пахарь с 2009 года. В 2009 году фестиваль собрал около 167 000 слушателей, в 2010 году — около 217 000. В 2011 году — около 240 000 участников. В 2012 году около 307 000 участников. В 2013 году 692 000 участников.

## Россия

### Авторская песня
В России (СССР) своеобразным видом опен-эйр-мероприятий являются слёты любителей авторской песни, которые практически всегда проводились на свежем воздухе, часто на определённом удалении от цивилизации. При этом туристический образ жизни участников (участники жили тут же в палатках, питаясь принесёнными с собой продуктами) позволял, находясь на самообеспечении, проводить слёты до нескольких дней подряд.
На слётах могло присутствовать от нескольких до десятков человек. Крупные слёты часто вырастали в фестивали авторской песни. Наиболее известными среди них являются:
- Всероссийский фестиваль авторской песни имени Валерия Грушина — крупнейший фестиваль авторской песни в России, проводимый недалеко от Самары (более 100 тысяч участников);
- Ильменский фестиваль — один из самых крупных фестивалей, проходящий на берегу Ильменского озера возле г. Миасс (до 40 тысяч участников).

### Электронная музыка
С развитием электронной музыки и её проникновением в Россию в начале 1990-х стали популяризироваться опен-эйры в их современном понимании — рэйв-вечеринки, проводимые за городом, в заброшенных и недостроенных зданиях, и т. п. Зачастую такие фестивали перерастают в масштабные мероприятия и проводятся не один день.
- Республика Казантип — фестиваль электронной музыки, в котором принимают участие диджеи со всего мира, и параллельно с которым проходит ещё несколько дочерних проектов. (до 50 тысяч участников)[2].
- ГЭС — фестиваль электронной музыки и экстремального спорта, проводимый ежегодно в Тольятти.
- "YOUR EXTREME SOUND"[3] — летний ежегодный фестиваль электронной музыки Северо-Запада России, собирающий диджеев из топ-листа России и Мира. Проводится на территории центра активного отдыха и туризма «Y.E.S.»[4] в Вологодской области.
- Alfa Future People — крупнейший фестиваль электронной музыки, проходимый ежегодно в Нижнем Новгороде при поддержке Альфа-банка и Европы Плюс.

### Рок-музыка
Большую известность получили летние рок-фестивали, на которых выступают как звезды российской и зарубежной рок-сцены, так и молодые перспективные рок-группы. Такие фестивали собирают зрителей со всей страны. Количество посетителей таких мероприятий может достигать десятков и сотен тысяч человек. Для проведения фестивалей выбираются большие открытые площадки — аэродром, поле и т. п.

### Хип-хоп
- «Битва столиц» — ежегодный международный фестиваль уличной культуры, проводимый с 2010 года.

### Опера
- «Казанская осень» — международный оперный фестиваль, проводимый гала-концертом на Дворцовой площади вблизи стен Казанского Кремля и набережной реки Казанка и постановкой оперы на территории Казанского Кремля.

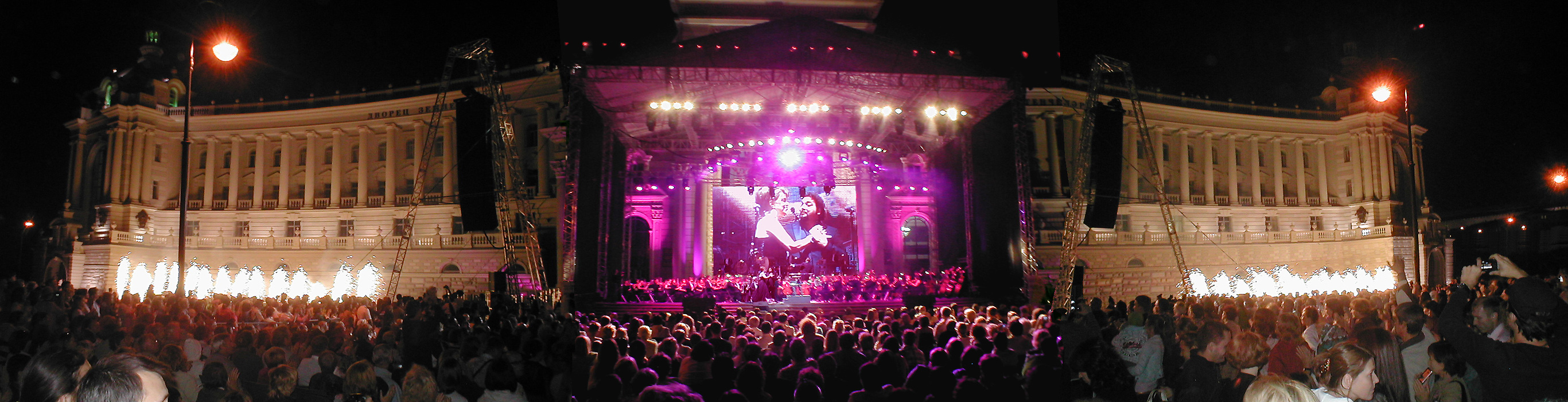
гала-концерт фестиваля «Казанская осень»

### Джаз
- Джаз Коктебель — международный фестиваль, проводимый ежегодно в г. Коктебеле, Крым (август-сентябрь).
- Джаз в усадьбе Сандецкого — международный фестиваль импровизационной музыки в Казани.

### Наиболее известные фестивали
К самым известным фестивалям относятся:
- Kubana — один из крупнейших российских музыкальных рок-фестивалей, проходящий с 2009 года в июле-августе в Краснодарском крае, на берегу Чёрного моря. В 2009 году фестиваль посетило более 8 тысяч зрителей, в 2010 году — 30 тысяч, в 2011 году — более 70 тысяч, в 2012 году — 150 тысяч, в 2013 году — около 200 тысяч зрителей.
- Rock-Line — один из старейших из ныне действующих российских рок-фестивалей. С 1996 года по 1998 год и в 2003 году проводился в Кунгуре. С 2006 года проводится в Перми на территории бывшего аэродрома Бахаревка. Число посетителей в разные годы — от 6 до 40 тысяч человек.
- «Нашествие» — один из крупнейших музыкальных фестивалей в России, проводимый на открытых площадках в Подмосковье или в Тверской области, на котором выступают представители различных музыкальных направлений. Число зрителей доходит до 200 тысяч.
- Пикник «Афиши» — один из крупнейших в СНГ музыкальных фестивалей. Проводится ежегодно с 2004 года журналом «Афиша» на территории московских парков «Красная Пресня» и «Коломенское». Участники — популярные музыканты из России, СНГ и стран Европы.
- «Воздух» — крупный российский фестиваль под открытым небом. Проходил ежегодно в июне с 2005 года по 2009 год в столице Республики Карелия Петрозаводске. В 2013 году состоялся ВОЗDУХ: перезагрузка на территории загородной базы под Петрозаводском. В 2014 году фестиваль вернулся на прежнее место проведения — взлётное поле аэродрома «Пески», собрав более 20 тысяч зрителей[5].
- «Пустые холмы» — российский ежегодный некоммерческий музыкальный фестиваль, проходящий на открытом воздухе в Калужской и Смоленской областях. Проводится с 2003 года усилиями добровольцев. В 2003 году фестиваль посетило 300 человек, далее популярность «Холмов» стремительно росла, и в 2010 году фестиваль посетило, по разным оценкам, от 20 до 80 тысяч зрителей.
- Europa Plus LIVE — один из крупнейших в СНГ музыкальных фестивалей. Проводится ежегодно с 2008 года радиостанцией «Европа Плюс» в Москве или в Санкт-Петербурге. Участники — популярные музыканты со всех уголков планеты (из России, СНГ, стран Европы и др.).
- «Рок над Волгой» — крупнейший в Европе опен-эйр-рок-фестиваль и один из крупнейших опен-эйров в мире. Приурочивается к Дню России, проходит на территории Самарской области: на поле Красный пахарь с 2009 года, на поле Петра-Дубрава с 2012 года. В 2009 году фестиваль собрал около 167 тысяч зрителей, в 2010 году — около 217 тысяч, в 2011 году — около 240 тысяч, в 2012 году — около 307 тысяч, в 2013 году — 691 тысяч зрителей.
- «Сотворение мира» — международный летний фестиваль рок- и современной фолк-музыки. Проводится ежегодно с 2008 года на площади Тысячелетия вблизи стен Казанского Кремля. В 2011 году фестиваль собрал около 250 тысяч зрителей. В 2012 году был перенесён в Пермь.
- Alfa Future People — крупнейший фестиваль электронной музыки, проходимый ежегодно в Нижнем Новгороде при поддержке Альфа-банка и Европы Плюс.
- «Дикая мята» — фестиваль исполнителей самой разнообразно музыки. Здесь можно услышать как рок, так и народные напевы. Основной массой является электронная музыка и все её направления. Ежегодно фестиваль собирает около 100 000 зрителей со всей России.

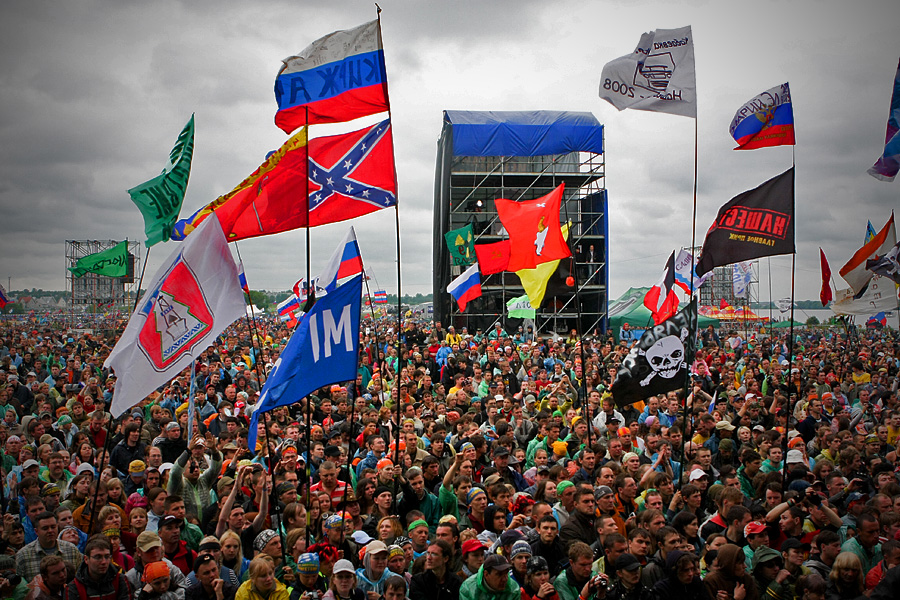
Фестиваль «Нашествие»-2008
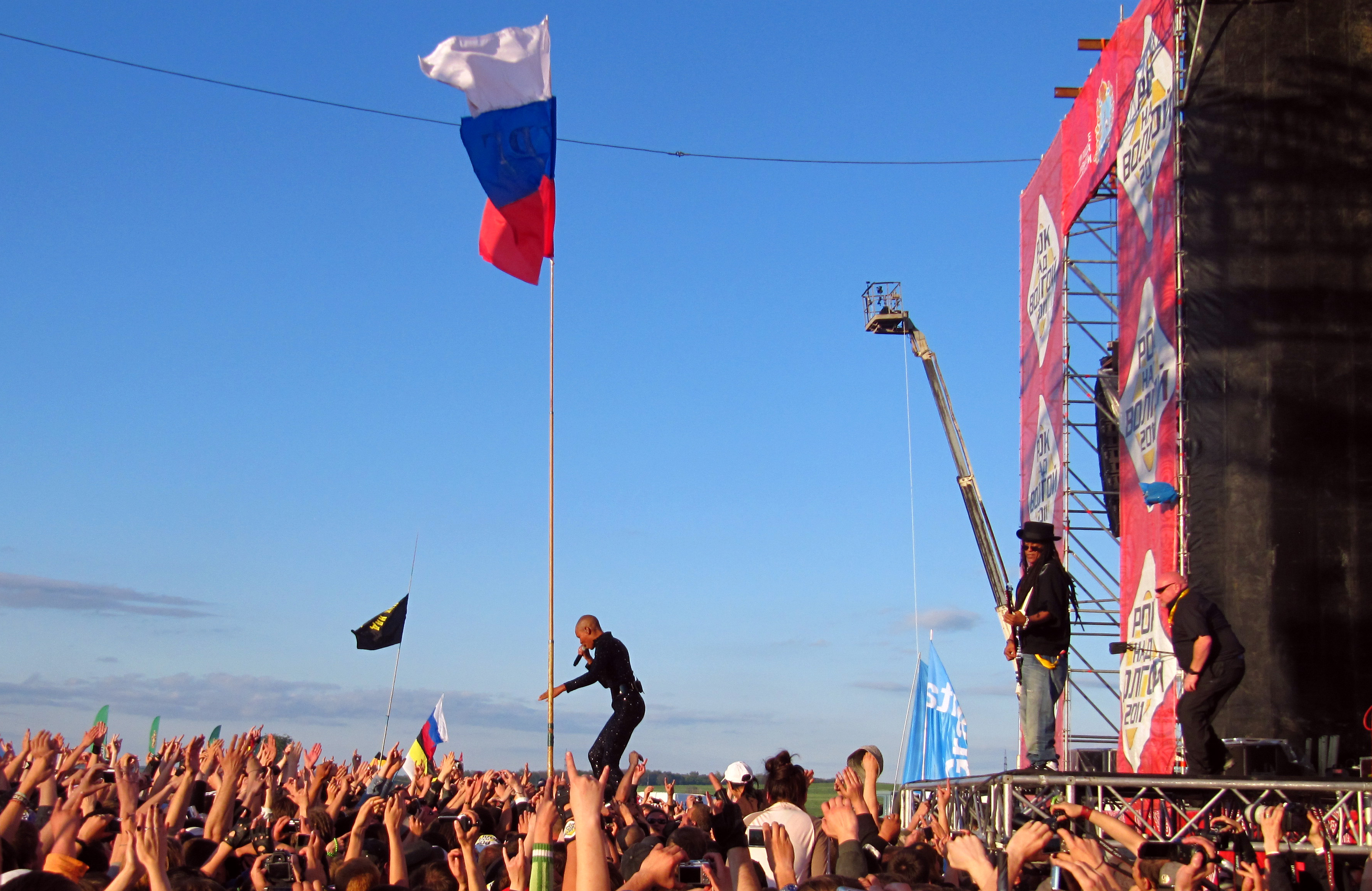
Skunk Anansie на фестивале «Рок над Волгой»-2011
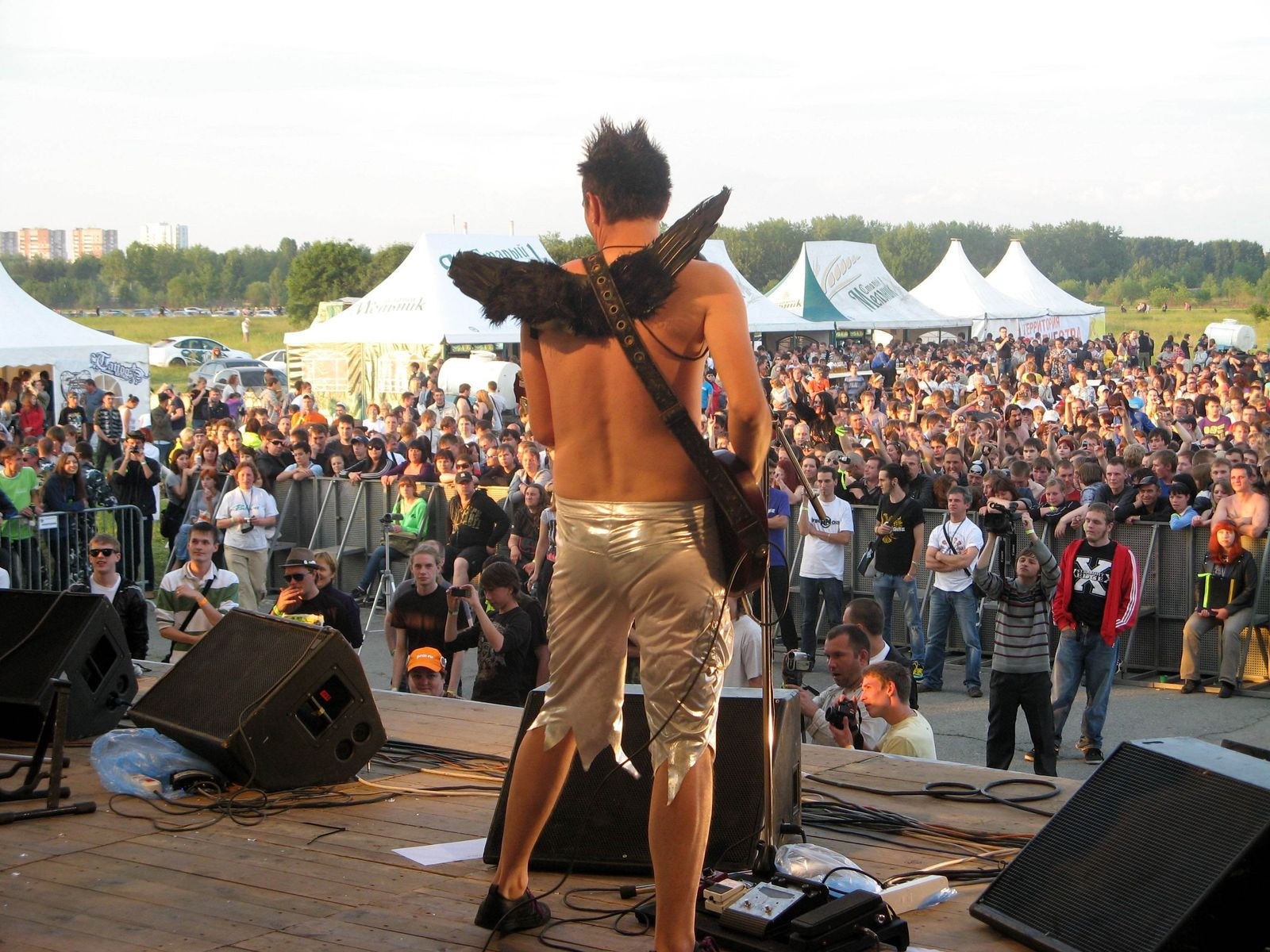
Скворцы Степанова на фестивале «Rock-Line»-2011
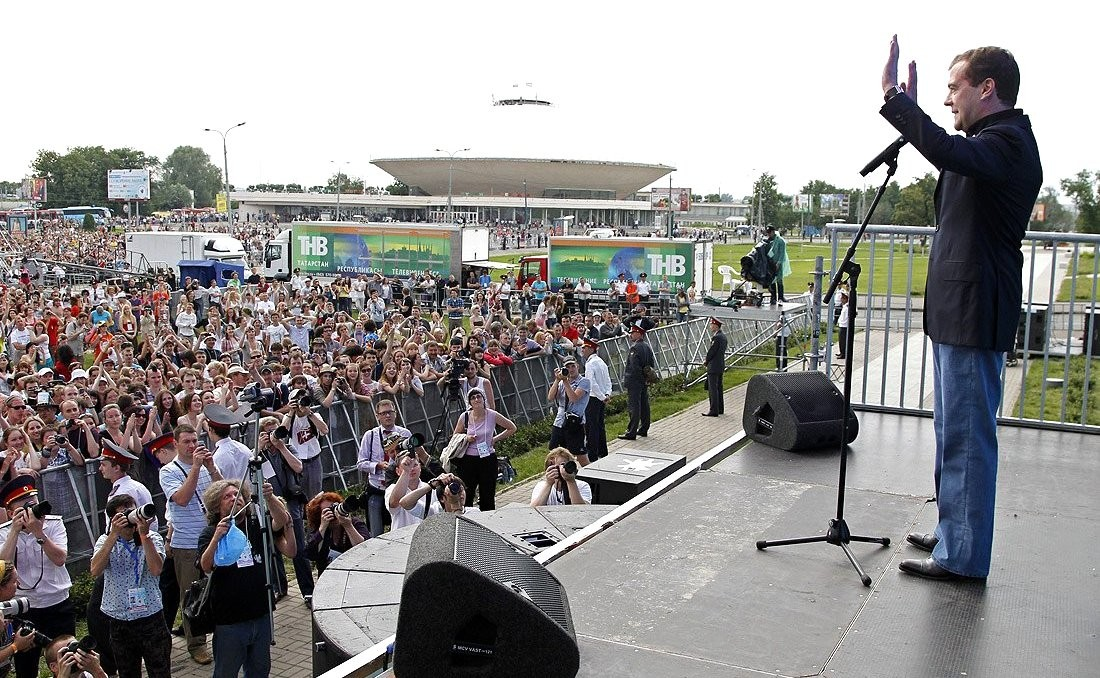
Д. А. Медведев на фестивале «Сотворение мира»-2011
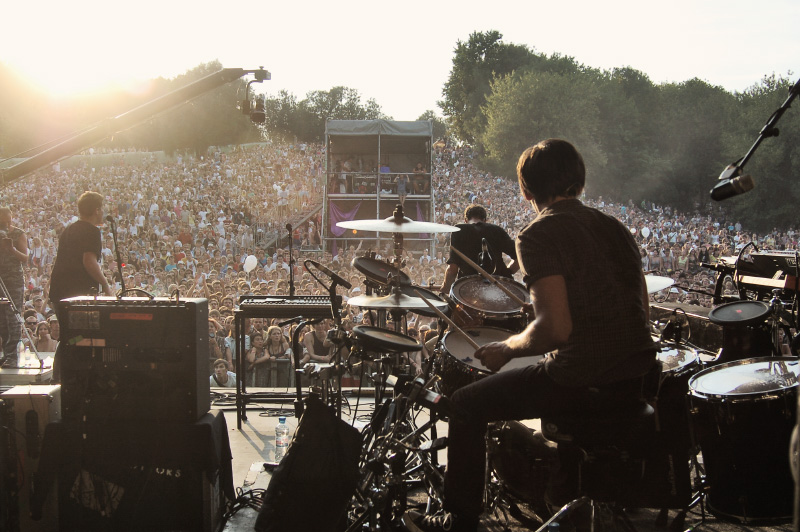
Editors на «Пикнике „Афиши“»-2010